# Zapasy na Światowych Igrzyskach Sportów Walki 2013
Zawody zapaśnicze rozgrywane w ramach Światowych Igrzysk Sportów Walki (World Combat Games) w 2013 odbyły się w dniach 23–25 października w Petersburgu na terenie Petersburskiego Komplekso Sportowo-Koncertowego.

## Tabela medalowa
Gospodarz zawodów został zaznaczony kolorem.
| Miejsce | Kraj        | Złoto | Srebro | Brąz | Razem |
| 1.      | Rosja       | 9     | 4      | 4    | 17    |
| 2.      | Ukraina     | 1     | 4      | 2    | 7     |
| 3.      | Polska      | 1     | 1      | 3    | 5     |
| 4.      | Azerbejdżan | 1     | 0      | 0    | 1     |
| .       | Kirgistan   | 1     | 0      | 0    | 1     |
| .       | Litwa       | 1     | 0      | 0    | 1     |
| .       | Szwecja     | 1     | 0      | 0    | 1     |
| 8.      | Włochy      | 0     | 2      | 1    | 3     |
| 9.      | Mołdawia    | 0     | 1      | 0    | 1     |
| 10.     | Francja     | 0     | 0      | 1    | 1     |
| .       | Rumunia     | 0     | 0      | 1    | 1     |
| Razem   | Razem       | 15    | 12     | 12   | 39    |

## Zawody mężczyzn
| Kat. wagowa              | | |                     |
| ------------------------ | --- | --- | ------------------- |
| Belt 90 kg               | Edvinas Rajuncas | Leonid Riabchun | Islam Abaykhanov    |
| Belt +90 kg              | Nurbek Akanov | Andryi Nikitchenko | Dmitrii Smoliakov   |
| Grappling Gi 71 kg       | Marat Gafurov | Simone Franceschini | Maciej Polok        |
| Grappling Gi 92 kg       | Abdurakhman Bilarov | Bruno Ivan Tomasetti | Hassan Betelgeriev  |
| Grappling NoGi 66 kg     | Surkhay Asadulaev | Zaynutdin Zaynukov | Piotr Podstawczuk   |
| Grappling NoGi 77 kg     | Oleg Bagov | Magomed Abdulkadirov | Kamil Mitosek       |
| Grappling NoGi 84 kg     | Maciej Glabus | Albert Duraev | Luca Anacoreta      |
| Pankration 66 kg         | Vugar Karamov | Andrii Rieznik | Albert Shogenov     |
| Pankration 77 kg         | Magomed Aldiev | Dmitri Capmar | Oleksandr Vysotskyi |
| Pankration 84 kg         | Sergii Guziev | Islam Gugov | Sorin Florea        |
| Styl wolny drużynowo     | Rosja · Iljas Biekbułatow · Aleksandr Bogomojew · Abdusałam Gadisow · Muchamagazi Magomiedow · Magomed Shakhrudinov · Dienis Cargusz · Bazar Żałsapow | World Team Andrij Dukow Aslan Dzebişovun Ağahüseyn Mustafayev Gheorghiță Ștefan Kirił Terziew Radosław Welikow Iwan Jankouski       | ----                |
| Styl klasyczny drużynowo | Rosja · Siergiej Andrusik · Aleksandr Czechirkin · Jurij Dienisow · Ałan Chugajew · Ibragim Łabazanow · Biekchan Mankijew · Rustam Totrow             | World Team Edward Barsegjan Murad Bazarov Arkadiy Blyumin Kirył Hryszczanka Aleksandar Maksimović Elvin Mürsəliyev Waleryj Palenski | ----                |

## Zawody kobiet
| Kat. wagowa          | | |                  |
| -------------------- | --- | --- | ---------------- |
| Grappling Gi 64 kg   | Sophia Nordeno | Karolina Zawodnik                                                                                         | Yuliya Toryanska |
| Grappling NoGi 58 kg | Maria Shkvarunets | Viktoriia Syniavina                                                                                       | Oceane Talvard   |
| Styl wolny drużynowo | Rosja · Irina Bogdanowa · Walerija Czepsarakowa · Anna Maksimova · Natalja Małyszewa · Irina Ołogonowa · Anastasiya Shavlinskaya · Natalja Worobjowa | World Team Angela Dorogan Katarzyna Krawczyk Tetiana Ławrenczuk Halina Leuczanka Marija Liwacz Petra Olli | ----             |